# Bear Lake (Wisconsin)
Bear Lake è un comune degli Stati Uniti d'America, situato nel Wisconsin, nella contea di Barron.